# 艾灣

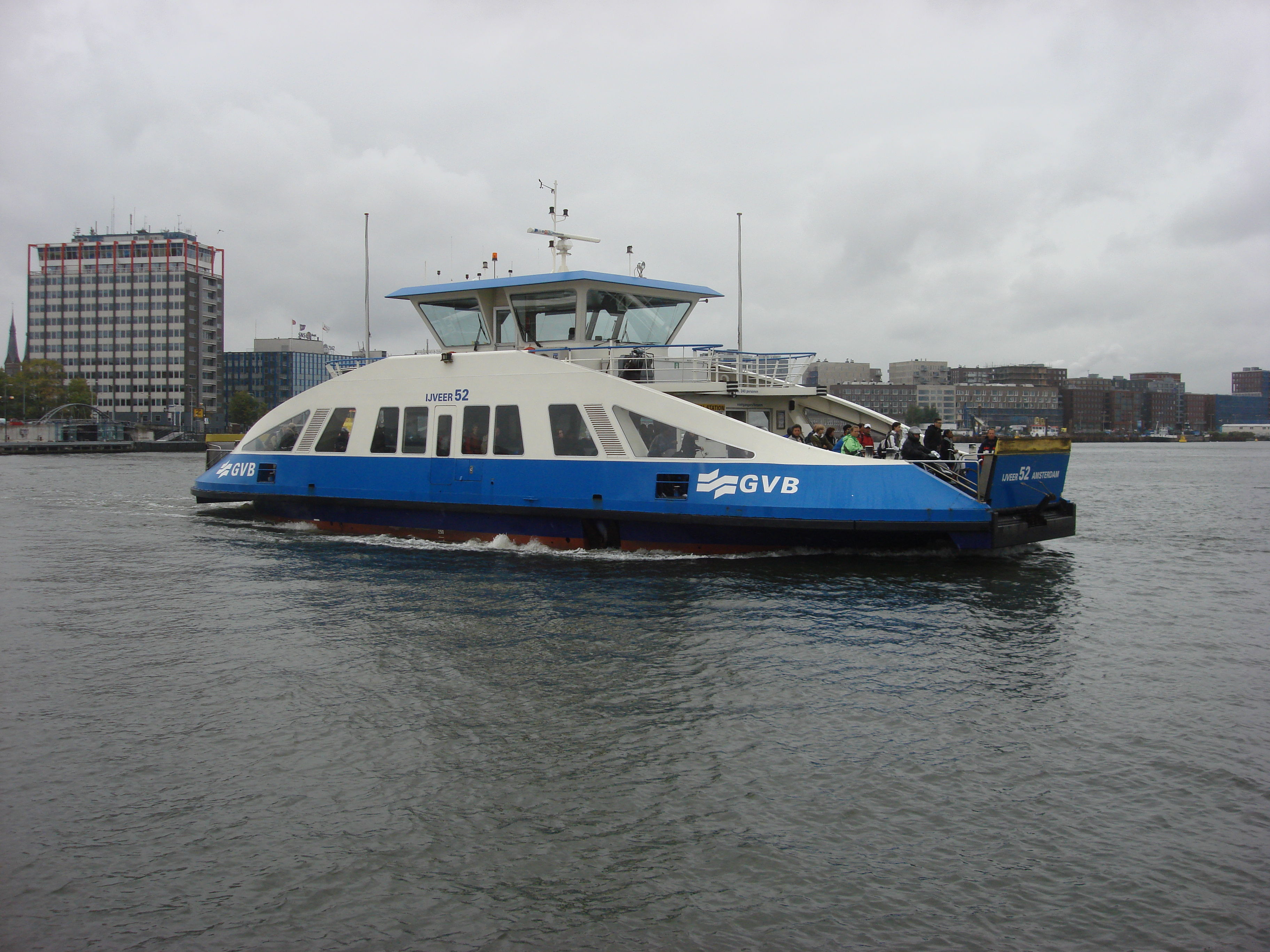
一艘艾灣中的渡輪

艾灣（荷蘭語：IJ，荷蘭語發音：[ɛi̯] ⓘ）是荷蘭阿姆斯特丹的一片水域，連接了北海運河和馬肯湖。艾湾在歷史上曾是位於須德海南端的海灣。IJ來自於古荷蘭語，意為「水」。今天的艾灣可以分為兩個部分。19世紀時，艾灣進行了大規模填海，面積因此大幅縮小。